# Stari Grad Žumberački
Stari Grad Žumberački es una localidad de Croacia en el municipio de Žumberak, condado de Zagreb.

## Geografía
Se encuentra a una altitud de 551 m s. n. m. a 72,9 km de la capital nacional, Zagreb.

## Demografía
En el censo 2011, el total de población de la localidad fue de 2 habitantes.